# Gomphus hainanensis
Gomphus hainanensis är en trollsländeart som beskrevs av Chao 1953. Gomphus hainanensis ingår i släktet Gomphus och familjen flodtrollsländor. Inga underarter finns listade i Catalogue of Life.